# Nicolas Huyghebaert
Norbert Huyghebaert, Dom Nicolas Huyghebaert en religion, né à Courtrai le 22 décembre 1912 et mort à  Bruges le 20 novembre 1982, est un  prêtre catholique, bénédictin et historien belge, spécialiste d'histoire ecclésiastique médiévale.

## Biographie
Norbert Huyghebaert a étudié à l'Université catholique de Louvain, en philosophie et en droit. Il rejoint en 1935 le monastère bénédictin Saint-André à Bruges et prend le prénom de Nicolas ; il y est ordonné prêtre en 1940. En 1944, il est licencié en histoire à Louvain ; en 1975, il soutient son doctorat d'histoire à Louvain-la-Neuve et est nommé maître de conférences en histoire médiévale dans cette même université. Il est chargé des archives de l'abbaye Saint-André. 
Il est élu au conseil d'administration de la Société d'émulation de Bruges (Genootschap voor Geschiedenis te Brugge) en 1949, et en devient le secrétaire en 1971. 
Dom Huyghebaert a publié dans les principales revues d'histoire ecclésiastique, comme la Revue bénédictine, la Revue d'histoire ecclésiastique ou Scriptorium ; il est le principal rédacteur de l'ouvrage de référence Monasticon belge pour la section consacrée à la
Flandre occidentale, en 4 volumes, publiée de 1960 à 1978. 

## Publications (sélection)
- Articles publiés dans les Annales de la Société d'émulation de Bruges :
  - « Le Sacramentaire de l'abbé Manassès de Bergues-Saint-Winnoc » [PDF], tome LXXXIV, 1947, p. 41-51.
  - « Une lettre de Dom Corneille Heddebault d'Ypres » [PDF],  1951, p. 82-87.
  - (nl) « De abdij van Sint-Jansberg te Ieper en de monialen van Groot-Bijgaarden in de XVIIde eeuw » [PDF], 1953, p. 77-83.
  - (nl) « De bibliotheek van de oude St.-Andriesabdij », tome XCII, 1955, p. 150-160.
  - « La carrière militaire de l'exégète brugeois Jean-Aloys Van Steenkiste », tome XCIX, 1962, p. 109-116.
  - « Iperius et la translation de la relique du Saint-Sang à Bruges », Tome C, 1963, p. 110-187.
  - Een valse oorkonde van graaf Boudewijn V voor de abdij Ename: de voogdijregeling van 1064 [PDF], 1966, p. 178-196.
  - (nl) Meier van Zwevezele in de "Miracula S. Winnoci" [PDF], 1971, p. 213-229.
  - Quelques lettres de W. H. James Weale relatives à l'exposition des primitifs flamands 1902 [PDF], 1982.

- Autres publications :
  - « Recherches sur les chanceliers des évêques de Noyon-Tournai », dans Annales de la Fédération historique et archéologique de Belgique. 35e congrès, juillet 1953, 1955, p. 673-675.
  - Monasticon Belge. 3. Province de Flandre Occidentale, Liège, Centre national de recherches d'histoire religieuse, 1960-1978, 4 vol., 1431 p.
  - « Dedicationes Tornacenses », dans Horae Tornacenses, 1971.
  - « Une comtesse de Flandre à Béthanie », dans Les cahiers de Saint-André, vol. 21, n° 2, 1964, p. 5-15.